# Hippolyte Triat
Antoine Hippolyte Trilhac dit Hippolyte Triat, né le 14 octobre 1812 à Saint-Chaptes et mort le 11 janvier 1881 à Paris, est un homme fort et entrepreneur français, l'un des pères fondateurs de la culture physique et du centre de remise en forme modernes.

## Biographie
Originaire du Gard, Hippolyte est le fils de Marguerite Bailesse et de Félix Trilhac, alors âgé de 50 ans, jardinier pour le compte de Marie Anne Aubin de Bellevue, veuve de François Paul de Brueys d'Aigalliers. Devenu orphelin vers 1816, élevé par sa sœur aînée du côté de Nîmes, Hippolyte est enlevé par des vagabonds puis vendu à une troupe de saltimbanques niçois : il devient alors une sorte de mascotte, les accompagnant dans leur tournée dans toute l'Europe, qui se fixe ensuite en Espagne. En 1828, il fait partie d'une troupe espagnole de contorsionnistes et se blesse gravement. Il est alors pris en charge par une dame-patronnesse originaire de Burgos, soigné et éduqué, pratiquant les sports. En 1834, émancipé, il met au point un spectacle itinérant sportif, équipé de petites machineries de force ; ses numéros rencontrent le succès et le portent jusqu'à Bruxelles. Il y ouvre un premier gymnase en 1840 au 7 de la rue de Ligne. Hippolyte arrive à Paris vers 1846, s'associe à Nicolas Dally (1795-1862) pour fonder une société par actions dans le but d'ouvrir un grand gymnase à plancher sur l'allée des Veuves, future avenue Montaigne. Cet espace sera connu sous le nom de « Gymnase Triat », changeant plusieurs fois d'emplacement. Très engagés, Triat et Dally écrivent en 1848 au Gouvernement provisoire une lettre pour réclamer la création d'un ministère de l'Éducation physique.
Hippolyte Triat se veut un « gymnasiarque », un éducateur sportif hygiéniste à visées orthopédiques. Il a comme élèves et clients des aristocrates et des membres de la haute bourgeoisie parisienne. Parmi eux, on compte le prince Louis-Napoléon Bonaparte, Paul Féval, Jules Vallès et Eugène Paz. À la fin des années 1860, ayant gagné jusqu'à 400 000 francs de recettes, il ambitionne de faire construire, sur l'île Saint-Germain, un immense complexe sportif, une « école normale de gymnastique », dont les plans sont tracés par le fils de Théodore Charpentier. La guerre franco-prussienne vient compromettre le projet. Triat, reclus dans Paris au moment de la Commune, est alors nommé par Jules Allix à la tête d'un bataillon de gymnastes. Dénoncé, Triat est emprisonné par les Versaillais, puis rendu à la liberté en juillet 1871. Le gymnase Triat existe encore en 1872, publicisant ses nouveaux traitements à base d'hydrothérapie. 
Quittant l'avenue Montaigne en 1873, il ouvre un dernier espace, plus petit, au 22 de la rue du Bouloi. Présent à l'exposition universelle de 1878, il y présente en réduction une maquette de son gymnase, qui doit fermer l'année suivante. Relativement oublié, Triat, laissant une veuve née Marie-Françoise-Cornélie Pasquet, meurt au 22 de la rue Jean-Jacques Rousseau en janvier 1881 : Jules Allix lui rend hommage et permet à sa dépouille d'être enterrée dans le tombeau de sa famille,.

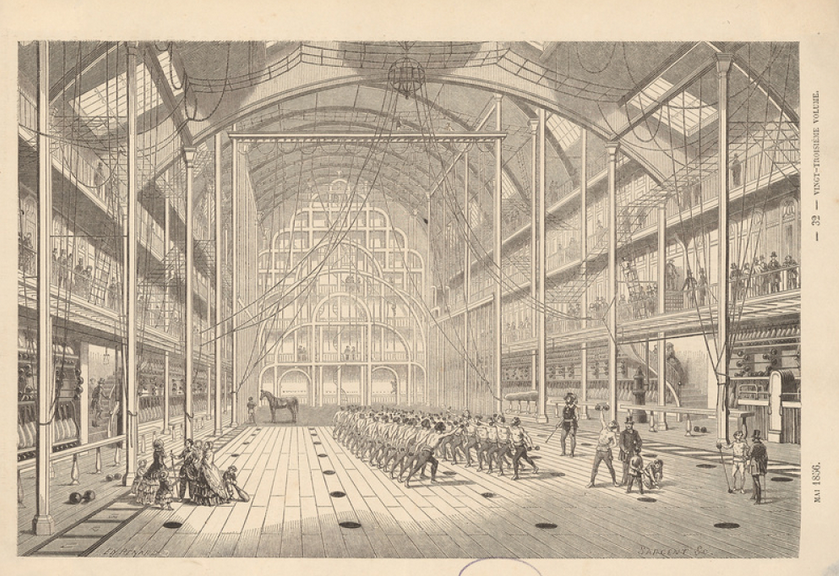
Vue du Gymnase Triat par E. Renard, Musée des familles, mai 1856.

## Représentations et postérité

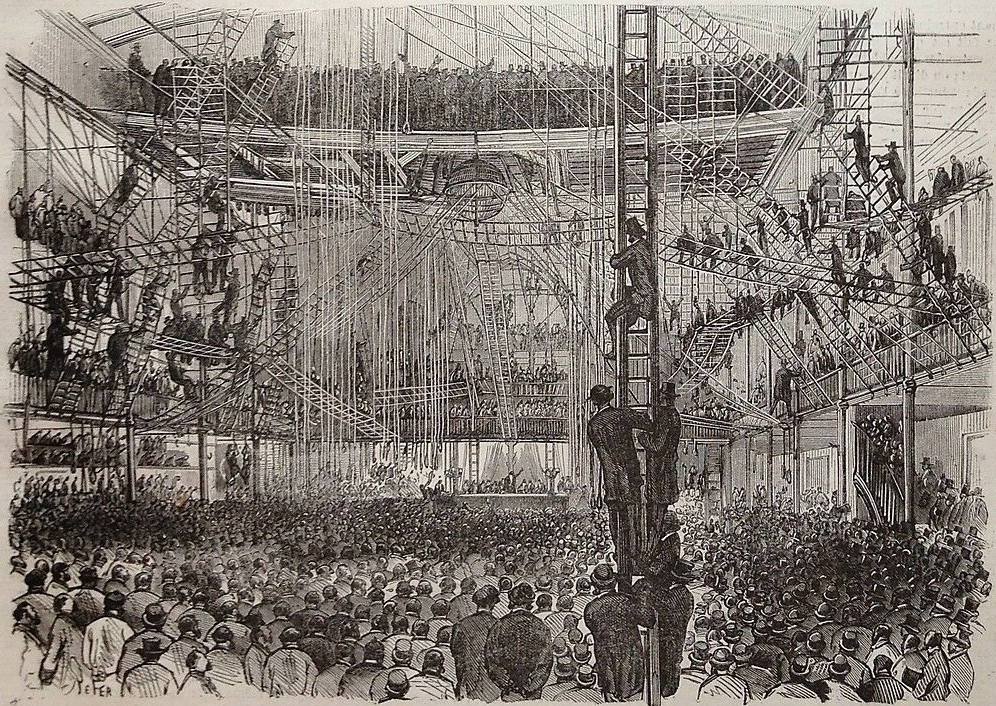
Le Gymnase Triat accueillant un congrès électoral (Le Monde illustré, 22 mai 1869).

Selon Desbonnet, Triat en 1854 mesurait 1,79 mètre et pesait 95 kilos. Il était capable de soulever un haltère de 91 kilos. Dans son gymnase parisien, il se déguisait en maître de cérémonie et entraînait collectivement les sportifs selon diverses disciplines de force, auxquelles pouvait assister le public : « Triat, supprimant les appareils compliqués, inventa sa méthode du parquet, où l’élève avec une paire d’haltères de 6 livres, une barre de 12 livres et quelques massues, acquiert une bonne musculature avant d’aborder les exercices de suspension, d’escalade, de sauts, etc. ».
Il existe une série de représentations peintes de Triat. Le tableau d'Ernest Hébert, Esclave près d'un tombeau dans la campagne romaine (1841 [?], musée Hébert) s'inspirerait de l'athlète ; un autre, le montrant à mi-corps portant une massue, où il est identifié comme « Gymnasiarque, Grand Maître fondateur de l'Ordre de la Régénération de l'Homme ». On compte aussi un portrait en médaillon gravé par Maurice Borrel (Salon de 1855) et un portrait sur émail (Salon de 1878) signé Thérèse-Mirza Allix.
En haltérophilie, il était d'usage d'appeler certains poids des « haltères de Triat ».